# Challenge Desgrange-Colombo 1951
De Challenge Desgrange-Colombo 1951 was de vierde editie van dit regelmatigheidsklassement.
Voor deze vierde editie was Luik-Bastenaken-Luik toegevoegd, wat het totaal aantal koersen op elf bracht: vier in België, drie in Frankrijk en Italië en één in Zwitserland. Renners moesten in elk van de organiserende landen (Frankrijk, Italië en België) aan minimaal één wedstrijd hebben meegedaan om in aanmerking te komen voor het eindklassement. Deelname aan de Ronde van Zwitserland was hiervoor niet verplicht.
Eindwinnaar was Louison Bobet, die dankzij winst in de laatste koers, de Ronde van Lombardije, net één punt meer had dan Ferdi Kübler. Het landenklassement werd voor de eerste (en enige) keer gewonnen door Frankrijk. Voor het eerst sinds het ontstaan van de Challenge Desgrange-Colombo werd er geen enkele koers gewonnen door een Belg.

## Wedstrijden
| Datum           | Koers                        | Winnaar            |
| --------------- | ---------------------------- | ------------------ |
| 19 maart        | Milaan-San Remo (1951)       | Louison Bobet      |
| 1 april         | Ronde van Vlaanderen (1951)  | Fiorenzo Magni     |
| 8 april         | Parijs-Roubaix (1951)        | Antonio Bevilacqua |
| 15 april        | Parijs-Brussel (1951)        | Jean Guéguen       |
| 21 april        | Waalse Pijl (1951)           | Ferdi Kübler       |
| 22 april        | Luik-Bastenaken-Luik (1951)  | Ferdi Kübler       |
| 19 mei–10 juni  | Ronde van Italië (1951)      | Fiorenzo Magni     |
| 15 juni–23 juni | Ronde van Zwitserland (1951) | Ferdi Kübler       |
| 4 juli–29 juli  | Ronde van Frankrijk (1951)   | Hugo Koblet        |
| 7 oktober       | Parijs-Tours (1951)          | Jacques Dupont     |
| 21 oktober      | Ronde van Lombardije (1951)  | Louison Bobet      |

## Puntenverdeling
| Wedstrijd                      | 1e | 2e | 3e | 4e | 5e | 6e | 7e | 8e | 9e | 10e | 11e | 12e | 13e | 14e | 15e |
| ------------------------------ | -- | -- | -- | -- | -- | -- | -- | -- | -- | --- | --- | --- | --- | --- | --- |
| Rondes van Italië en Frankrijk | 40 | 34 | 30 | 26 | 22 | 20 | 18 | 16 | 14 | 12  | 10  | 8   | 6   | 4   | 2   |
| Overige wedstrijden            | 20 | 17 | 15 | 13 | 11 | 10 | 9  | 8  | 7  | 6   | 5   | 4   | 3   | 2   | 1   |

## Eindklassementen

### Individueel
| Plek | Renner              | Punten |
| ---- | ------------------- | ------ |
| 1    | Louison Bobet       | 97     |
| 2    | Ferdi Kübler        | 96     |
| 3    | Fiorenzo Magni      | 90     |
| 4    | Hugo Koblet         | 77     |
| 5    | Gino Bartali        | 69     |
| 6    | Rik Van Steenbergen | 68     |
| 7    | Fausto Coppi        | 53     |
| 8    | Bernard Gauthier    | 51     |
| 9    | Raymond Impanis     | 40     |
| 10   | Pierre Barbotin     | 37     |

### Landen
Voor het landenklassement telden de punten van de beste vijf renners per koers mee.
| Plek | Land        | Punten |
| ---- | ----------- | ------ |
| 1    | Frankrijk   | 483    |
| 2    | Italië      | 474    |
| 3    | België      | 302    |
| 4    | Zwitserland | 218    |
| 5    | Luxemburg   | 22     |

1948 · 1949 · 1950 · 1951 · 1952 · 1953 · 1954 · 1955 · 1956 · 1957 · 1958